# Antons Kurakins
Antons Kurakins (ur. 1 stycznia 1990 w Rydze) – łotewski piłkarz występujący na pozycji obrońcy, reprezentant kraju.

## Kariera piłkarska

### Kariera klubowa
Swoją karierę rozpoczął jako junior w FK Multibanka Ryga. Przez kolejne dwa lata przechodził między łotewskimi klubami. W 2008 roku podpisał kontrakt ze szkockim Celticem, gdzie został włączony w skład drużyny młodzieżowej do lat 20. W tym czasie został wypożyczony do Brechin City F.C. w kwietniu 2010 roku oraz do Stranraer F.C. w lutym 2011 roku.
Po trzech latach gry na szkockich boiskach, wrócił do łotewskiego klubu FK Ventspils gdzie do 2015 roku rozegrał 76 meczów ligowych i zanotował 3 gole. 13 lipca 2015 roku podpisał kontrakt z Hamilton Academical F.C. za kwotę 400 tysięcy euro. 24 sierpnia 2016 opuścił szkocką drużynę i do 1 stycznia 2017 był bez klubu. W 2017 roku dołączył do drużyny Riga FC.

### Kariera reprezentacyjna
W reprezentacji Łotwy Kurakins zadebiutował 5 marca 2014 roku w meczu towarzyskim z Macedonią.

## Sukcesy
- Mistrz Łotwy – 2011, 2013, 2014, 2018, 2019, 2020
- Puchar Łotwy – 2013, 2018
- Baltic Cup – 2014, 2016